# Kings Hedges
Kings Hedges lub King’s Hedges – dzielnica miasta Cambridge, w Anglii, w Cambridgeshire, w dystrykcie Cambridge. W 2011 roku dzielnica liczyła 9142 mieszkańców.